# Saison 2018-2019 du Stade lavallois Mayenne Football Club
 (février 2024).
Chronologie
Saison précédente Saison suivante
La saison 2018-2019 du Stade lavallois est la 117e saison de l'histoire du club. Les Mayennais sont engagés dans trois compétitions : le National 1, la Coupe de France, et la Coupe de la Ligue.

## Effectif et encadrement

### Transferts
| Nom                   | Nationalité | Poste             | Transfert              | Provenance/Destination | Division                  |
| --------------------- | ----------- | ----------------- | ---------------------- | ---------------------- | ------------------------- |
| Arrivées              |             |                   |                        |                        |                           |
| Selim Bouadla         | Algérie     | Milieu de terrain | Transfert              | NK Slaven Belupo       | 1. HNL (D1)               |
| Mounir Obbadi         | Maroc       | Milieu de terrain | Transfert              | Raja de Casablanca     | Botola Maroc Telecom (D1) |
| Jean-Christophe Bouet | France      | Gardien           | Transfert              | Amiens SC              | Ligue 1 (D1)              |
| Fodé Guirassy         | France      | Attaquant         | Transfert              | ASM Belfort            | National 2 (D4)           |
| Bogdan Milošević      | Serbie      | Défenseur         | Transfert              | Mladost Lučani         | Prva Liga (D2)            |
| Alexandre Vincent     | France      | Milieu            | Joueur libre           | AJ Auxerre             | Ligue 2 (D2)              |
| Départs               |             |                   |                        |                        |                           |
| Olivier Ebuya         | France      | Attaquant         | Résiliation du contrat | -                      | -                         |
| Rodney Davel Mayela   | France      | Attaquant         | Transfert              | US Boulogne            | National (D3)             |

| Nom             | Nationalité | Poste     | Transfert    | Provenance/Destination | Division |
| --------------- | ----------- | --------- | ------------ | ---------------------- | -------- |
| Arrivées        |             |           |              |                        |          |
| Samuel Bouhours | France      | Défenseur | Joueur libre | Stade de Reims         | Ligue 2  |
| Départs         |             |           |              |                        |          |
|                 |             |           |              |                        |          |

| Nom      | Nationalité | Poste | Transfert | Provenance/Destination | Division |
| -------- | ----------- | ----- | --------- | ---------------------- | -------- |
| Arrivées |             |       |           |                        |          |
|          |             |       |           |                        |          |
| Départs  |             |       |           |                        |          |
|          |             |       |           |                        |          |

## Matchs de la saison

### Matchs amicaux
| Date                      | Adversaire            | Division | Lieu              | Score | Buteurs du club                               | Affluence |
| ------------------------- | --------------------- | -------- | ----------------- | ----- | --------------------------------------------- | --------- |
| Mercredi 4 juillet 2018   | Tours FC              | N1 (D3)  | Soulgé-sur-Ouette | 1 - 1 | Makhedjouf ?                                  | ?         |
| Samedi 7 juillet 2018     | US Orléans            | L2 (D2)  | Saint-Cyr-en-Val  | 1 - 1 | Makhedjouf 62e                                | ?         |
| Mardi 10 juillet 2018     | UNFP                  | -        | Mayenne           | 4 - 2 | Etinof 13e, Ndilu 32e 58e, Couvry 82e         | ?         |
| Samedi 14 juillet 2018    | FC Lorient            | L2 (D2)  | Changé            | 0 - 2 | -                                             | ?         |
| Mardi 17 juillet 2018     | SO Cholet             | N1 (D3)  | Saint-Berthevin   | 2 - 1 | Bakir 53e, Ndilu 76e                          | ?         |
| Vendredi 20 juillet 2018  | Chamois niortais FC   | L2 (D2)  | Saumur            | 0 - 1 | -                                             | ?         |
| Vendredi 27 juillet 2018  | JA Drancy             | N1 (D3)  | Drancy            | 0 - 1 | -                                             | ?         |
| Vendredi 26 octobre 2018  | Le Havre AC           | L2 (D2)  | Deauville         | 2 - 3 | Ndilu ?, Makhedjouf ?                         | ?         |
| Vendredi 16 novembre 2018 | Stade rennais FC rés. | N2 (D4)  | Rennes            | 1 - 1 | Cissé 88e                                     | ?         |
| Vendredi 7 décembre 2018  | FC Lorient            | L2 (D2)  | Ploemeur          | 0 - 0 | -                                             | ?         |
| Samedi 5 janvier 2019     | Stade briochin        | N2 (D4)  | Laval             | 5 - 2 | Verdier 4e 40e, Makhedjouf 26e, Bakir 65e 78e | ?         |

### National 1
| Date                       | Journée | TV                       | Adversaire                 | Lieu | Score | Buteurs du club                           | Class. | Affluence |
| -------------------------- | ------- | ------------------------ | -------------------------- | ---- | ----- | ----------------------------------------- | ------ | --------- |
| Vendredi 3 août 2018       | J01     | -                        | US Quevilly-Rouen          | Dom. | 1 - 1 | Bosetti 90+4e (pen.)                      | 11e    | 3.877     |
| Vendredi 10 août 2018      | J02     | -                        | US Boulogne CO             | Ext. | 2 - 0 | -                                         | 13e    | 2.352     |
| Vendredi 17 août 2018      | J03     | -                        | Bourg-en-Bresse 01         | Dom. | 1 - 0 | Bosetti 89e (pen.)                        | 8e     | 3.156     |
| Vendredi 24 août 2018      | J04     | -                        | JA Drancy                  | Ext. | 0 - 1 | Danic 90+1e (pen.)                        | 6e     | 527       |
| Samedi 1er septembre 2018  | J05     | Foot+                    | US Concarneau              | Dom. | 2 - 0 | Dembélé 86e, Vincent 88e                  | 3e     | 3.548     |
| Vendredi 7 septembre 2018  | J06     | -                        | Lyon Duchère AS            | Dom. | 3 - 2 | Vincent 23e, Etinof 30e, Danic 45e (pen.) | 2e     | 4.474     |
| Vendredi 14 septembre 2018 | J07     | -                        | SO Cholet                  | Ext. | 1 - 2 | Etinof 47e, Malaga 59e (csc)              | 1er    | 934       |
| Vendredi 21 septembre 2018 | J08     | -                        | Entente SSG                | Dom. | 2 - 0 | Danic 17e, Verdier 51e                    | 1er    | 4.236     |
| Vendredi 28 septembre 2018 | J09     | -                        | Marignane Gignac FC        | Ext. | 2 - 0 | -                                         | 2e     | 331       |
| Vendredi 5 octobre 2018    | J10     | -                        | FC Chambly Oise            | Dom. | 2 - 0 | Dembélé 57e, Obbadi 90+3e                 | 1er    | 4.291     |
| Jeudi 18 octobre 2018      | J11     | Canal+ Sport             | US Avranches               | Ext. | 1 - 1 | Verdier 19e                               | 1er    | 2.266     |
| Vendredi 2 novembre 2018   | J12     | -                        | USL Dunkerque              | Dom. | 3 - 2 | Danic 10e, Verdier 36e, Makhedjouf 51e    | 1er    | 5.168     |
| Samedi 10 novembre 2018    | J13     | Foot+                    | Le Mans FC                 | Ext. | 1 - 0 | -                                         | 1er    | 18.985    |
| Vendredi 23 novembre 2018  | J14     | -                        | Pau FC                     | Dom. | 0 - 2 | -                                         | 2e     | 3.886     |
| Vendredi 30 novembre 2018  | J15     | -                        | FC Villefranche Beaujolais | Ext. | 2 - 1 | Bosetti 35e                               | 2e     | 909       |
| Jeudi 13 décembre 2018     | J16     | Foot+                    | Tours FC                   | Dom. | 1 - 0 | Bosetti 56e                               | 3e     | 3.221     |
| Jeudi 20 décembre 2018     | J17     | Foot+                    | Rodez AF                   | Ext  | 2 - 1 | Etinof 19e                                | 4e     | 3.166     |
| Samedi 12 janvier 2019     | J18     | Foot+                    | US Boulogne CO             | Dom. | 1 - 1 | Dembélé 90+2e                             | 4e     | 3.464     |
| Jeudi 17 janvier 2019      | J19     | Foot+                    | Bourg-en-Bresse 01         | Ext. | 2 - 1 | Danic 51e (pen.)                          | 4e     | 1.069     |
| Vendredi 1er février 2019  | J20     | -                        | JA Drancy                  | Dom. | 4 - 3 | Dembélé 43e, Keita 45e 82e 87e            | 4e     | 3.377     |
| Vendredi 8 février 2019    | J21     | -                        | US Concarneau              | Ext. | 1 - 0 | -                                         | 4e     | 1.679     |
| Vendredi 15 février 2019   | J22     | -                        | Lyon Duchère AS            | Ext. | 3 - 1 | Keita 59e (pen.)                          | 4e     | 312       |
| Vendredi 22 février 2019   | J23     | -                        | SO Cholet                  | Dom. | 3 - 2 | Robic 45+1e, Camara 90+1e, Cissé 90+4e    | 4e     | 3.766     |
| Vendredi 1er mars 2019     | J24     | -                        | Entente SSG                | Ext. | 1 - 2 | Camara 32e, Ndilu 42e                     | 4e     | 546       |
| Samedi 9 mars 2019         | J25     | Foot+                    | Marignane Gignac FC        | Dom. | 3 - 0 | Dembélé 4e 89e, Ndilu 71e (pen.),         | 4e     | 4.514     |
| Jeudi 14 mars 2019         | J26     | Foot+                    | FC Chambly Oise            | Ext. | 0 - 0 | -                                         | 4e     | 780       |
| Vendredi 22 mars 2019      | J27     | -                        | US Avranches               | Dom. | 4 - 1 | Makhedjouf 4e, Robic 59e 70e, · Danic 84e | 3e     | 3.609     |
| Vendredi 29 mars 2019      | J28     | -                        | USL Dunkerque              | Ext. | 1 - 0 | -                                         | 3e     | 1.015     |
| Samedi 6 avril 2019        | J29     | Foot+                    | Le Mans FC                 | Dom. | 3 - 1 | Robic 11e, Keita 34e, Etinof 90+1e (pen.) | 3e     | 9.505     |
| Vendredi 12 avril 2019     | J30     | -                        | Pau FC                     | Ext. | 2 - 1 | Robic 29e                                 | 3e     | 1.150     |
| Vendredi 19 avril 2019     | J31     | -                        | FC Villefranche Beaujolais | Dom. | 2 - 1 | Cissé 14e, Robic 50e (pen.)               | 3e     | 4.501     |
| Jeudi 2 mai 2019           | J32     | Canal+ Sport             | Tours FC                   | Ext. | 1 - 1 | Ndilu 80e                                 | 3e     | 2.054     |
| Jeudi 9 mai 2019           | J33     | Canal+ Sport (multiplex) | Rodez AF                   | Dom. | 1 - 1 | Ndilu 68e                                 | 4e     | 4.803     |
| Vendredi 17 mai 2019       | J34     | -                        | US Quevilly-Rouen          | Ext. | 4 - 3 | Danic 35e, Camara 43e,Lambese 56e         | 4e     | 1.958     |

| Rang | Équipe                        | Pts | J  | G  | N  | P  | Bp | Bc | Diff |
| ---- | ----------------------------- | --- | -- | -- | -- | -- | -- | -- | ---- |
| 1    | Rodez AF                      | 76  | 34 | 23 | 7  | 4  | 54 | 21 | +33  |
| 2    | FC Chambly Oise               | 62  | 34 | 18 | 8  | 8  | 48 | 31 | +17  |
| 3    | Le Mans FC P                  | 59  | 34 | 16 | 11 | 7  | 38 | 29 | +9   |
| 4    | Stade lavallois               | 54  | 34 | 16 | 6  | 12 | 51 | 43 | +8   |
| 5    | Lyon Duchère AS               | 50  | 34 | 13 | 11 | 10 | 43 | 42 | +1   |
| 6    | US Boulogne CO                | 49  | 34 | 12 | 13 | 9  | 38 | 33 | +5   |
| 7    | SO Cholet                     | 46  | 34 | 11 | 13 | 10 | 41 | 38 | +3   |
| 8    | US Avranches                  | 45  | 34 | 12 | 9  | 13 | 37 | 40 | -3   |
| 9    | US Quevilly-Rouen Métropole R | 45  | 34 | 11 | 12 | 11 | 37 | 37 | 0    |
| 10   | Pau FC                        | 44  | 34 | 13 | 6  | 15 | 41 | 38 | +3   |
| 11   | USL Dunkerque                 | 43  | 34 | 11 | 10 | 13 | 37 | 39 | -2   |
| 12   | FC Villefranche Beaujolais P  | 42  | 34 | 8  | 18 | 8  | 34 | 34 | 0    |
| 13   | US Concarneau                 | 40  | 34 | 10 | 10 | 14 | 30 | 43 | -13  |
| 14   | Bourg-en-Bresse 01 R          | 39  | 34 | 10 | 9  | 15 | 35 | 38 | -3   |
| 15   | Tours FC R                    | 37  | 34 | 7  | 16 | 11 | 21 | 29 | -8   |
| 16   | Marignane Gignac FC P         | 34  | 34 | 8  | 10 | 16 | 31 | 43 | -12  |
| 17   | Entente SSG                   | 29  | 34 | 5  | 14 | 15 | 27 | 46 | -19  |
| 18   | JA Drancy P                   | 26  | 34 | 5  | 11 | 18 | 21 | 40 | -19  |

| Légende : Qualifications et relégations | Légende : Qualifications et relégations                            |
| --------------------------------------- | ------------------------------------------------------------------ |
|                                         | Promotion en Ligue 2 2019-2020                                     |
|                                         | Barrage de promotion en Ligue 2                                    |
|                                         | Relégation en National 2 2019-2020                                 |
|                                         | Rétrogradé administrativement en National 3 2019-2020              |
|                                         | P : promu de National 2 2017-2018 R : Relégué de Ligue 2 2017-2018 |

1. ↑  1 point de pénalité pour Pau, pour avoir aligné un joueur suspendu contre Bourg-en-Bresse.

### Coupe de France
| Date                     | Tour    | TV | Adversaire          | Niveau  | Lieu | Score | Buteurs du club | Affluence |
| ------------------------ | ------- | -- | ------------------- | ------- | ---- | ----- | --------------- | --------- |
| Dimanche 14 octobre 2018 | 5e tour | -  | AS Mulsanne-Teloché | R1 (D6) | Ext. | 1 - 0 | -               |           |

### Coupe de la Ligue
| Date               | Tour     | TV | Adversaire       | Niveau       | Lieu | Score | Buteurs du club | Affluence |
| ------------------ | -------- | -- | ---------------- | ------------ | ---- | ----- | --------------- | --------- |
| Mardi 14 août 2018 | 1er tour | -  | Clermont Foot 63 | Ligue 2 (D2) | Dom. | 0 - 3 |                 | 2.811     |